# Convento de Santa Cruz de Santander
El convento de las Madres Clarisas de Santa Cruz es un edificio declarado Bien de Interés Cultural de la ciudad de Santander, Cantabria (España).
El convento fue habitado desde sus inicios por monjas clarisas coletinas, hasta que a mediados del siglo XIX fue transformado en fábrica de tabaco. Con el traslado de la producción a una nueva fábrica en Entrambasaguas en 2002 el edificio se ha quedado sin uso, si bien se prevé que se convierta en la sede judicial.

## Historia
El convento, situado en el Cabildo de Arriba de Santander, fue construido entre 1641 y 1656 según el proyecto de fray Lorenzo de Jorganes, y consta de iglesia, claustro y habitaciones. La iglesia consta de una sola nave cubierta con bóveda de cañón, y un ábside poligonal. La cúpula es de media esfera sobre pechinas. De las dos puertas del convento, la principal es la que se sitúa en la calle Alta, y que hoy en día está tapiada por un muro; dicha puerta está rematada con un frontón semicircular partido.
La fundadora, doña María de Oquendo, oriotarra viuda de un armador santanderino, dotó al convento con 50 000 ducados de renta anual provenientes de los impuestos de Sevilla, y con otros 50 000 ducados por los derechos de carga y descarga en el puerto de Suances.
Por espacio de cerca de 180 años el convento fue habitado por las monjas clarisas, hasta que fueron expulsadas en 1835 por el obispo de Santander para instalar la fábrica de tabacos local. En 1838 el edificio se convierte en factoría (Tabacalera, Altadis e Imperial Tobacco) hasta el año 2002, en que la producción pasa a la nueva fábrica de Entrambasaguas.
En la actualidad el edificio permanece sin uso, siendo propiedad de Tabacalera S.A., si bien se prevé su transformación como sede del Tribunal Superior de Justicia de Cantabria.

### Figuras de protección
En 1982 el edificio fue protegido mediante la declaración de Bien de Interés Cultural por el Gobierno de Cantabria.